# 6 (album của Supersilent)
| Đánh giá chuyên môn | Đánh giá chuyên môn |
| Nguồn đánh giá      | Nguồn đánh giá      |
| Nguồn               | Đánh giá            |
| ------------------- | ------------------- |
| Allmusic            | [ 1 ]               |
| Pitchfork Media     | (9.1/10)            |

6 là album phòng thứ tư của ban nhạc avant-garde free improvisation người Na Uy Supersilent. Album được thu âm trực tiếp trong phong thu trong khoảng thời gian 5 ngày và không hề sử dụng overdub. 6 là một trong những đĩa nhạc nổi tiếng và được đánh giá cao nhất của Supersilent.

## Danh sách nhạc khúc
1. "6.1" – 11:06
2. "6.2" – 9:57
3. "6.3" – 13:32
4. "6.4" – 9:30
5. "6.5" – 5:03
6. "6.6" – 8:40

Trên đĩa vinyl
| Mặt một | Mặt một | Mặt một    |
| STT     | Nhan đề | Thời lượng |
| ------- | ------- | ---------- |
| 1.      | "6.1"   | 11:06      |
| 2.      | "6.2"   | 9:57       |

| Một hai | Một hai | Một hai    |
| STT     | Nhan đề | Thời lượng |
| ------- | ------- | ---------- |
| 1.      | "6.3"   | 13:32      |

| Mặt ba | Mặt ba  | Mặt ba     |
| STT    | Nhan đề | Thời lượng |
| ------ | ------- | ---------- |
| 1.     | "6.4"   | 9:30       |

| Mặt bốn | Mặt bốn | Mặt bốn    |
| STT     | Nhan đề | Thời lượng |
| ------- | ------- | ---------- |
| 1.      | "6.5"   | 5:03       |
| 2.      | "6.6"   | 8:40       |

## Thành phần tham gia
- Arve Henriksen – giọng, trumpet, bộ gõ
- Helge Sten – live electronics, synthesizer, guitar điện
- Ståle Storløkken – synthesizer
- Jarle Vespestad – trống

## Lịch sử phát hành
| Khu vực  | Vàng                | Hãng đĩa       | Định dạng | Catalog   |
| -------- | ------------------- | -------------- | --------- | --------- |
| Na Uy    | 20 tháng 1 năm 2003 | Rune Grammofon | CD        | RCD 2029  |
| Na Uy    | 20 tháng 8 năm 2003 | Rune Grammofon | LP kép    | RLP 3029  |
| Nhật Bản | 28 tháng 8 năm 2005 | Bomba Records  | CD        | BOM 24032 |